# José Aparicio Inglada
José Aparício Inglada (Alicante, 16 de dezembro de 1773  — Madrid, 10 de maio de 1838) foi um conhecido pintor espanhol. Foi pintor de câmara do rei Fernando VII de Espanha desde 1815.
Estudou em Paris e em Roma, onde entrou em contacto com a arte do neoclássico, que vigorava na arte francesa. Primeiro aluno espanhol de Jacques Louis David, recebeu em Paris, em 1805, uma medalha de ouro pelo seu quadro A Epidemia de Espanha.

## Biografia
Seu nome completo era José Aparicio y Inglada, filho de Vicente Aparicio e de Manuela Inglada, sendo o sétimo de oito irmãos. Era, portanto, o segundo mais novo.
A sua formação artística foi iniciada quando ingressou na Real Academia de São Carlos de Valença, tendo ganho o primeiro prémio de pintura, em 1793. 
Em 1799, Inglada obteve de Carlos IV de Espanha uma bolsa de doze mil reais, com a qual foi estudar em Paris e, posteriormente, em Roma. 
Durante a sua estadia na cidade de Paris, foi o primeiro aluno espanhol de Jacques Louis David, um dos pintores mais importantes da Revolução Francesa e do Império Napoleónico, de quem recebeu uma extrema influência neoclássica. David ensinava aos seus alunos o desenho de esculturas e modelos desnudados, e só ele decidia quando os seus poderiam começar a pintar. Deste modo Inglada aprendeu a impotância do estudo anatómico e a supremacia do desenho sobre a pintura, de acordo com os ideais neoclásssicos que imperavam nas academias de arte. Recebeu, também, nesta cidade, uma medalha de ouro pelo seu quadro A Epidemia de Espanha, no ano de 1805. Porém, da sua estadia em Paris, pouco mais se conhece.
Antes de viajar para Roma, em 1907, Inglada expôs, por duas vezes, algumas das suas obras nos salões da capital francesa. Entre as obras expostas encontrava-se a obra pela qual ganhou a medalha de ouro em Paris.
Em Roma, seguiu o processo de aprendizagem neoclássica e mostrou-se, mais uma vez, fial ao rei espanhol, ao negar-se a jurar fidelidade ao monarca francês. Devido a este facto, José Aparício Inglada foi preso, tal como os restantes artistas espanhóis bolsistas residentes em Roma, no castelo de Saint Angel, sendo considerado prisioneiro civíl na época fernandina.
Após ser libertado, é chamado pelo governo espanhol, tendo desembarcado em Barcelona a 21 de Maio de 1815. Parte para Madrid, onde finalmente inicia a sua carreira, sendo nomeadoem Agosto do mesmo ano para pintor de câmara do rei espanhol, recebendo um salário anual de 6.000 reais. Um ano mais tarde começa então a pintar As Glórias de Espanha, que o ocuparia durante cerca de dois anos. E com esta obra, dá-se início a uma grande série de quadros de grande tamanho que abordavam, essencialmente, temas relacionados com o patriotismo.
Em 1818 pintou A Fome de Madrid e, na mesma época, A Batalha de San Marcial. Porém, foi em 1823 que pintou a sua obra mais conhecida e importante: O desembarque de Fernando VII no Porto de Santa Maria. Actualmente, este porto já não existe, pois foi destruído. Por esta obra foi nomeado académico de mérito da Academia de San Carlos de Valença, em 1829 e, mais tarde, director da Real Academia de Belas-Artes de São Fernando.
Mesmo sendo os quadros de temas históricos os mais abordados na sua obra, Inglada também foi um destacado retratista da elite política e de grandes aristocratas e reis como o Marquês das Amarillas, o general Castaños, a baronesa de Mayneaud de Pancemont, entre outros, e, como é hábito dos pintores espanhóis, destacou-se também na temática religiosa.
Contudo, com a morte de Fernando VII, iniciou-se o declino de Inglada, que não era nada bem visto pelos liberalistas de Espanha.
Morreu  na pobreza em 1838 em Madrid.